# Phượng Tiến
Phượng Tiến là một xã nằm ở phía tây của tỉnh Thái Nguyên, Việt Nam.

## Địa lý
Xã Phượng Tiến có vị trí địa lý:
- Phía đông giáp xã Thanh Thịnh, xã Chợ Chu và xã Yên Trạch
- Phía tây giáp xã Định Hoá, xã Yên Bình và xã Lam Vỹ
- Phía nam giáp xã Yên Trạch và xã Trung Hội
- Phía bắc giáp xã Lam Vỹ và xã Thanh Mai

Xã Phượng Tiến có diện tích 102,7 km², dân số năm 2025 là 13.312 người. Khu vực nằm trong cụm phát triển thương mại, du lịch, lâm nghiệp, sản xuất rau và hoa tập trung; là vùng phát triển rừng sản xuất gắn với khai thác và chế biến lâm sản. Trên địa bàn xã có cụm công nghiệp Tân Dương. Hạ tầng giao thông của xã có đường Hồ Chí Minh và các tuyến đường huyện 99 và 90B.

## Lịch sử
Xã Phượng Tiến được thành lập từ năm 1945; đến năm 1954 được chia thành hai xã là Phượng Tiến và Tân Dương.
Tháng 6 năm 2025, xã Phượng Tiến được thành lập trên cơ sở nhập toàn bộ diện tích tự nhiên, quy mô dân số của xã Tân Dương (diện tích tự nhiên là 22,02 km²; dân số là 3.758 người); xã Phượng Tiến (diện tích tự nhiên là 20,74 km²; dân số là 4.457 người) và xã Tân Thịnh (diện tích tự nhiên là 59,94 km²; dân số là 5.097 người) của huyện Định Hóa. Trụ sở làm việc của xã nằm tại xã cũ.

## Hành chính
Đến năm 2009, xã Phượng Tiến được chia thành 15 xóm: Pải, Hợp Thành, Nà Què, Nà Liền, Pa Trò, Pa Goải, Đình, Phỉnh, Mấu, Tổ, Cấm, Nạ Á, Nà Lang, Nà Phoọc, Héo. Năm 2019, sáp nhập hai xóm Pa Trò và Pa Goải thành xóm Lợi A, sáp nhập hai xóm Nà Què và Nà Liền thành xóm Lợi B, sáp nhập hai xóm Héo và Nà Poọc vào xóm Nà Lang, sáp nhập xóm Nạ Á vào xóm Cấm, sáp nhập xóm Mấu vào xóm Tổ, sáp nhập hai xóm Đình và Phỉnh thành xóm Đình Phỉnh.
Đến năm 2009, xã Tân Dương được chia thành 18 xóm: 1, 2, 3, 4, 5A, 5B, 6, 7, Chúng, Tả, Kèn, Nà Mạ, Nà Chạng, Cút, Tân Phương, Làng Bẩy, Cóc, Chàng. Năm 2019, sáp nhập hai xóm 1 và 2 thành xóm Tân Tiến 1, sáp nhập hai xóm 3 và 4 thành xóm Tân Tiến 2, sáp nhập hai xóm 5A và 5B thành xóm Tân Tiến 3, sáp nhập hai xóm 6 và 7 thành xóm Tân Tiến 4, sáp nhập hai xóm Chúng và Tả thành xóm Hợp Thành, sáp nhập ba xóm Kèn, Nà Mạ, Nà Chạng thành xóm Kèn Dương, sáp nhập hai xóm Cút và Tân Phương thành xóm Tân Hợp, đổi tên xóm Chàng thành xóm Tràng, đổi tên xóm Cóc thành xóm Coóc.
Đến năm 2009, xã Tân Thịnh được chia thành 22 xóm: Khuổi Lừa, Nà Chúa, Làng Dạ, Nà Lèo, Làng Lải, Làng Quàn, Làng Đúc, Làng Ngõa, Thịnh Mỹ 1, Thịnh Mỹ 2, Thịnh Mỹ 3, Thâm Yên, Khau Lang, Pác Cập, Bản Pán, Bản Màn, Đồng Khiếu, Đồng Tốc, Đồng Vang, Đồng Muồng, Hát Mấy, Đồng Đình. Năm 2019, sáp nhập xóm Nà Chúa vào xóm Khuổi Lừa, sáp nhập hai xóm Nà Lèo và Làng Lải vào xóm Làng Dạ, sáp nhập xóm Làng Quàn vào xóm Làng Đúc, sáp nhập ba xóm Thịnh Mỹ 1, Thịnh Mỹ 2, Thịnh Mỹ 3 thành xóm Thịnh Mỹ, sáp nhập xóm Thâm Yên vào xóm Làng Ngõa, sáp nhập hai xóm Pác Cập và Bản Pán vào xóm Khau Lang, sáp nhập xóm Đồng Vang vào xóm Bản Màn, sáp nhập xóm Đồng Khiếu vào xóm Đồng Tốc, sáp nhập hai xóm Hát Mấy và Đồng Đình vào xóm Đồng Muồng.